# Château Pichon
Pour les articles homonymes, voir Pichon.
 (avril 2021).
Si vous disposez d'ouvrages ou d'articles de référence ou si vous connaissez des sites web de qualité traitant du thème abordé ici, merci de compléter l'article en donnant les références utiles à sa vérifiabilité et en les liant à la section « Notes et références ».
Le château Pichon est un château situé à Parempuyre, dans le département de la Gironde, en France. Il fait l’objet d’une inscription au titre des monuments historiques depuis le 16 juin 2000.

## Historique

### Les Durand-Dassier
Le domaine comportait un château remontant au XIVe siècle. En 1878, Eugène Durand acquiert le château de Parempuyre (l’actuel Clément-Pichon) auprès des héritiers Pichon ; il fait reconstruire le bâtiment lui-même – alors en ruine à la suite d'un incendie en 1881 – par l’architecte Michel-Louis Garros au tournant des années 1880, dans un style Renaissance. Entre 1893 et 1898, moyennant une rente viagère, E. Durand-Dassier le cède à son fils Philippe Durand-Dassier (avec le château, le parc et le vignoble) et à ses deux filles: Henriette, pour l'essentiel du marais, et Louise Durand-Dassier, l'épouse du négociant Frédéric Cruse, pour une grande vacherie et trois métairies, où un appartement sert de resserre à F. Cruse. La production est répartie entre chacun. Vers 1898 ou 1908, il semble que P. Durand-Dassier ait racheté la part de sa sœur Henriette ; en tout cas, il ne reste plus que deux copropriétaires, lui-même et Frédéric Cruse – dans le cadre de la dotation à la mariée, selon les pratiques de l’époque. Cela explique que deux marques correspondent à la part obtenue par chacun : Château Parempuyre (Durand-Dassier) et Château de Parempuyre (Cruse) ; en 1908, la première obtient 50 tonneaux et la seconde 35. Le niveau de qualité est modeste !
Malgré ces grands noms de la grande bourgeoisie protestante, le niveau des vins produits reste de qualité et de prix moyens; « On a offert à Durand-Dassier 325 francs pour son Château Parempuyre », ce qui en fait un vin moyen, inférieur au Taillan, qui se cote autour de 550 francs, et bien sûr au troisième cru médoc d’Issan, coté à 800 francs en 1905, il est vrai en des années 1902-1906 de prix réduits à cause de l’atonie relative du marché – « Les affaires sont déplorables, très peu d’achats, aussi le marché est-il très faible sur les vins nouveaux. » – et d’une qualité aléatoire, comme le relève sans cesse Tastet & Lawton, sans parler des gelées, de la grêle – qui frappe par exemple Pontet-Canet en juin 1911 et y détruit entre un cinquième et un quart des grains – ou des tempêtes qui se succèdent alors. Le prix du Parempuyre 1906 glisse à 500 francs tant « les affaires sont dans un état lamentable ; on ne fait rien en vins nouveaux […]. On a des inquiétudes sur la qualité. ». Mais la marque reste séduisante puisque Calvet prend les 177 barriques du 1908. Cela dit, ce domaine n’a jamais été d’une grande rentabilité pour la famille ; mais plusieurs lettres des années 1890 évoquent des parties de campagne agréables.

### L'évolution au XXe siècle
L’édition du Féret de 1922 consacre une montée en gamme. Les pages 82-83 décrivent le château de Parempuyre dont le cuvier et les chais appartiennent à Frédéric Cruse qui reste propriétaire du château lui-même et du parc : « Les vins du château de Parempuyre se distinguent par leur finesse, leur élégance et leur bouquet. » De telles qualités justifient que le château de Parempuyre soit classé cru bourgeois supérieur en septembre 1932.

### Une propriété de la famille Fayat au XXIe siècle
Le château Clément-Pichon est acheté par Clément Fayat en 1976: ce patron d'une grande société de BTP imite nombre de grands bourgeois issus du monde de l'entreprise (depuis les Pereire ou les Rothschild jadis) et se dote d'un portefeuille de domaines viticoles. En souvenir de la famille Pichon qui a marqué l’histoire du domaine, et en hommage à son épouse, dont le nom de jeune fille est identique à son propre prénom, le château est rebaptisé Château Clément-Pichon en 1985 et est aujourd'hui un "Haut-Médoc Cru Bourgeois".
Le nouveau propriétaire y fait replanter intégralement un vignoble de 25 hectares. Sur un joli terroir de sables et de graves, le vignoble est planté de merlot (62 %), de cabernet sauvignon (33 %) et de cabernet franc (5 %). La densité de la plantation est de 7 000 à 8 000 pieds par hectare; l'âge moyen des vignes est de trente ans; enfin, la production tourne autour de 120 000 bouteilles.

## Architecture
Il adopte un style néo-Renaissance. Il reprend des éléments de différentes époques inspirés des châteaux de la Loire.